# Pechea (gmina)
Pechea – gmina w Rumunii, w okręgu Gałacz. Obejmuje miejscowości Lupele i Pechea. W 2011 roku liczyła 10 152 mieszkańców. 